# 봉영로
봉영로(峰靈路, Bongyeong-ro)는 경기도 화성시 봉담읍 왕림 교차로와 수원시 영통구 영통동 영통고가밑사거리를 잇는 경기도의 도로이다. 명칭은 봉담읍의 '봉'과 영통구의 '영'에서 유래했다.
국도 제43호선 수원시 국도대체우회도로의 일환으로 건설되었으며, 2017년 7월 11일 국토교통부 고시를 통한 노선 변경으로 국도 제43호선에 속하게 되었다.

## 연혁
- 2006년 12월 13일 : 화성시 봉담읍 왕림리 ~ 수원시 영통구 망포동 14.3km 구간을 자동차 전용도로로 지정[1]
- 2009년 8월 24일 : 2개 이상 시·군에 걸쳐있는 도로로 봉영로를 고시[2]
- 2009년 10월 29일 : 수원시 국도대체우회도로(분천 ~ 송산간 도로, 화성시 안녕동) 1.0km 일부 2차로 구간 임시 개통[3]
- 2012년 9월 28일 : 수원시 국도대체우회도로(화성시 반월동 ~ 수원시 영통구 영통동) 2.16km 구간 임시 개통, 단 망포지하차도 상부도로 및 연결도로는 미개통.[4]
- 2012년 12월 31일 : 수원시 국도대체우회도로(화성시 안녕동 ~ 진안동) 2.7km 구간 신설 개통, 단 진안 교차로 연결로는 미개통.[5]
- 2015년 6월 30일 : 분천 ~ 송산간 도로(화성시 봉담읍 왕림리 ~ 정남면 보통리) 2.8km 구간 신설 개통[6]
- 2015년 8월 5일 : 분천 ~ 송산간 도로 중 교차로 진입로(경기도 화성시 안녕동) 240m 구간 개통[7]
- 2015년 10월 30일 : 분천 ~ 송산간 도로(화성시 정남면 보통리 ~ 안녕동) 4.5km 구간 신설 개통[8]
- 2017년 7월 11일 : 정식으로 국도 제43호선으로 지정[9]

## 주요 경유지
경기도
- 화성시 (봉담읍 · 정남면 · 봉담읍 · 정남면 · 봉담읍 · 안녕동 · 병점동 · 진안동 · 기산동 · 반월동) - 수원시 영통구 (망포동 · 영통동)

## 노선
전 구간 국도 제43호선에 속하므로 이 노선에 대한 별도 표기는 생략한다.
- (■): 자동차 전용도로 구간

| 이름                                  | 접속 노선                                                              | 소재지 | 소재지 | 비고                  |
| ------------------------------------- | ---------------------------------------------------------------------- | ------ | ------ | --------------------- |
| 왕림 교차로                           | 국도 제43호선 (삼천병마로)                                             | 화성시 | 봉담읍 |                       |
| 왕림교                                |                                                                        | 화성시 | 봉담읍 |                       |
| (생태통로)                            |                                                                        | 화성시 | 봉담읍 | 연장 60m              |
| 남봉담 나들목                         | 400호선 수도권제2순환고속도로                                          | 화성시 | 정남면 |                       |
| 보통1교                               |                                                                        | 화성시 | 봉담읍 |                       |
| 보통1교                               | 정남면                                                                 | 화성시 |        |                       |
| 보통 교차로 (보통2교)                 | 최루백로 보통내길 보통내길253번길                                      | 화성시 |        |                       |
| 보통3교                               |                                                                        | 화성시 |        |                       |
| 봉담읍                                |                                                                        | 화성시 |        |                       |
| 수기1교                               |                                                                        | 화성시 |        |                       |
| 수기 교차로 (수기지하차도)            | 세자로 최루백로                                                        | 화성시 |        |                       |
| 수기 교차로 (수기지하차도)            | 세자로 최루백로                                                        | 화성시 | 화산동 |                       |
| 수기2교                               |                                                                        | 화성시 |        |                       |
| 만년제 교차로 (화산1교)               | 안녕남로                                                               | 화성시 |        |                       |
| 화산2교 화산3교 만년교                |                                                                        | 화성시 |        |                       |
| 안녕 나들목                           | 171호선 오산화성고속도로                                               | 화성시 |        |                       |
| 황구지천교                            |                                                                        | 화성시 |        |                       |
| 병점동                                |                                                                        | 화성시 |        |                       |
| 진안1육교 진안1지하차도 진안2지하차도 |                                                                        | 화성시 | 진안동 |                       |
| 진안 교차로 (진안3지하차도)           | 국도 제1호선 (경기대로)                                                | 화성시 | 진안동 |                       |
| 태안 교차로 (태안지하차도)            | 병점1로 병점중앙로                                                     | 화성시 | 진안동 |                       |
| 기산1교                               |                                                                        | 화성시 | 진안동 |                       |
| 기산 교차로 (기산육교)                | 동탄지성로                                                             | 화성시 | 진안동 |                       |
| 기산 교차로 (기산육교)                | 동탄지성로                                                             | 화성시 | 반월동 |                       |
| 한반교                                |                                                                        | 화성시 |        |                       |
| (이마트에브리데이 신영통점)           | 지방도 제315호선 (영통로)                                              | 수원시 | 영통구 | 망포지하차도 구간     |
| 대선초등학교                          | 영통로154번길                                                          | 수원시 | 영통구 | 망포지하차도 구간     |
| (망포육교)                            | 영통로200번길                                                          | 수원시 | 영통구 | 화성 방면 진출만 가능 |
| (이름 없음)                           | 지방도 제315호선 (덕영대로)                                            | 수원시 | 영통구 |                       |
| 살구골삼거리                          | 봉영로1517번길                                                         | 수원시 | 영통구 |                       |
| 영통역사거리                          | 매영로                                                                 | 수원시 | 영통구 |                       |
| 느티나무사거리                        | 청명로                                                                 | 수원시 | 영통구 |                       |
| 청명역사거리                          | 청명북로                                                               | 수원시 | 영통구 |                       |
| 황골사거리                            | 봉영로1744번길 영통로514번길                                           | 수원시 | 영통구 |                       |
| 영통고가밑사거리                      | 국도 제42호선 국도 제43호선 국가지원지방도 제98호선 (중부대로) 흥덕3로 | 수원시 | 영통구 |                       |

## 주요 건물 및 시설
- 대선초등학교 (경기도 수원시 영통구 봉영로 1432-19)
- 영통역 (경기도 수원시 영통구 봉영로 지하1560)
- 홈플러스 영통점 (경기도 수원시 영통구 봉영로 1576)
- 롯데마트 영통점 (경기도 수원시 영통구 봉영로 1579)
- 보보스프라자 (경기도 수원시 영통구 봉영로 1612)
- 청명역 (경기도 수원시 영통구 봉영로 지하1670)